# La Leonesa
La Leonesa ist die Hauptstadt des Departamento Bermejo in der Provinz Chaco im nördlichen Argentinien. Sie liegt 70 Kilometer von der Provinzhauptstadt Resistencia entfernt. In der Klassifikation der Gemeinden in der Provinz Chaco gehört sie zur 2. Kategorie. Zusammen mit dem Ort Las Palmas bildet er eine städtische Agglomeration.